# Adam Friberg
Gustav Adam Hampus Friberg (alias friberg), född 19 oktober 1991 i Askims församling i Göteborg, är en svensk tidigare Counter-Strike: Source-spelare och numera professionell Counter-Strike: Global Offensive-spelare för Dignitas. Han är kusin till fotbollsspelaren Erik Friberg. Friberg spelade tidigare för Ninjas in Pyjamas mellan 2012 och 2017.

## Karriär

### Counter-Strike Source
Friberg växte upp i Göteborg som sportintresserad då han i sin ungdom bland annat spelade ishockey. Runt 2005 började han spela Counter-Strike: Source och märkte redan tidigt att han hade talang. Under 2008 började han spela i sin första riktiga klan. År 2010 representerade Friberg klanen Blight och deltog i LAN-turneringen DSRack i Danmark. Han gick därefter över till 30P-Gaming, Sveriges då bästa Counter-Strike: Source lag, där han spelade tillsammans med framtida lagkamraten i Ninjas in Pyjamas – Fifflaren - samt Helblinde, haunted och XperteN. 

### Counter-Strike: Global Offensive
I samband med att Counter-Strike: Global Offensive släpptes 2012 signerades Friberg tillsammans med Richard "Xizt" Landström, Christopher "GeT_RiGhT" Alesund, Patrik ”f0rest” Lindberg & Robin "Fifflaren" Johansson till den svenska organisationen Ninjas in Pyjamas. I Ninjas in Pyjamas lyckades Friberg vinna 87 raka kartor på LAN, en bedrift som än idag (mars 2023) är rekord. Friberg spelade under sin tid i Ninjas in Pyjamas fem Major-finaler, och vann en av dessa - ESL One Cologne 2014. År 2013 placerades Friberg på en elfte plats i listan av världens 20 bästa Counter-Strike: Global Offensive-spelare av HLTV.
Den 12 juni 2017 tillkännagav Counter-Strike: Global Offensive laget Ninjas in Pyjamas att Adam Friberg skulle lämna den aktiva uppställningen och bli en inaktiv medlem inom Ninjas in Pyjamas. Han gick i augusti 2017 över till organisationen OpTic Gaming. Efter ett år i OpTic, lämnade han för Heroic där han spelade från februari 2018 till augusti 2019.
I januari 2020 återförenades Friberg med hans tidigare lagkamrater Christopher "GeT_RiGhT" Alesund, Richard "Xizt" Landström, Patrik "f0rest" Lindberg med Robin "Fifflaren" Johansson i Dignitas. I maj 2022 släpptes Friberg tillsammans med resten av Dignitas uppställning. Friberg återförenades sedan återigen med Cristopher "GeT_RiGhT" Alesund och Patrik "f0rest" Lindberg i augusti 2022 under lagnamnet d00m i ett försök att kvala in till nästkommande Major.